# Adrien Sénéclauze
Adrien Sénéclauze, né le 14 mai 1802 à Bourg-Argental (Loire) et mort le 25 juin 1871 dans la même commune, est un horticulteur et botaniste français.

## Biographie
La famille d'Adrien Sénéclauze, originaire de St Agrève, était implantée depuis 1792/1793 à Bourg-Argental où elle avait créé une usine de moulinage. Délaissant le travail de la soie, Adrien Sénéclauze s'oriente vers l'horticulture pour commencer en 1819 une collection de conifères avec un cèdre du Liban, un mélèze d'Europe, un pin de Corse et quelques autres espèces.
Quelques années plus tard, l'établissement horticole Adrien Sénéclauze voit le jour et s'élève rapidement au premier rang parmi ceux de France et de l'étranger grâce à sa passion des végétaux et particulièrement des conifères dont il est le premier à pratiquer à grande échelle le bouturage.
Il introduit en 1840 le cèdre de l'Atlas et crée en 1854 un pinetum pour « livrer à la pleine terre les espèces les plus rares et les plus précieuses » qu'il va étudier inlassablement pour publier en 1867 une Monographie descriptive et raisonnée de la collection complète des conifères tant indigènes qu'exotiques cultivés dans l'établissement horticole de Adrien Sénéclauze à Bourg Argental.
Ses compétences et l'importance de ses cultures sont telles qu'il se voit confier la mission, par ordonnance royale, de reboiser les monts du Lyonnais et le massif du Pilat alors pratiquement à l'état de landes mais également « d'établir en 1866 un rideau d'arbres résineux au lieu-dit « La République » pour retenir les neiges qui obstruent chaque année cette route au grand détriment des voyageurs. »
Cependant, sa passion et sa curiosité d'esprit insatiable le poussent vers tout ce qui est nouveau en matière de végétaux, peut-être stimulé par les grandes expéditions botaniques conduites par Robert Fortune, David Douglas et bien d'autres. Il voyage en Europe pour recueillir « toutes les variétés méritantes », établit des relations dans tous les pays et se fait envoyer par ses correspondants des graines de nombreuses espèces du Japon, de Chine, de l'Himalaya, de Mandchourie, du Mexique... qu'il va acclimater pour les proposer ensuite à sa clientèle. 
Les catalogues de la pépinière témoignent de cette activité par le nombre d'espèces sans cesse croissant : 32 essences en 1842, 199 en 1844, 237 en 1846, 500 en 1854. En 1853, Adrien Sénéclauze porta également son effort sur les arbres d'ornement et plantes d'orangerie. À ce stade de développement, un véritable réseau de distribution voit le jour avec des dépôts dont un chez un grainetier lyonnais. 
C'est en 1855 que, dit-il, les collections sont au grand complet et lui valent une médaille d'or à l'Exposition universelle. Il invite à Bourg-Argental de nombreux botanistes et horticulteurs « qui ne peuvent croire à la richesse de ses cultures et s'émerveillent devant une multitude de plantes rares et jusqu'alors inconnues. » Le nombre et la variété des végétaux qu'il met à la vente et que nous révèlent ses catalogues sont stupéfiants tant en fruitiers, arbres forestiers, conifères qu'en rosiers, pivoines en arbre dont « il a la plus riche collection qui existe comprenant toutes les variétés d'Europe et les nouvelles introduites par Robert Fortune sans parler de ses obtentions de pivoines « Joséphine Sénéclauze »  ou « Triomphe de Bourg Argental ».
Outre la monographie sur les conifères citée plus haut, Adrien Sénéclauze est l'auteur de plusieurs publications horticoles sur la plantation, l'entretien et la taille du mûrier, sur les plantations d'arbres résineux, l'urgence du reboisement, les inondations et les moyens de les prévoir et différents rapports sur les cultures horticoles de son établissement qui lui vaudront de très nombreuses récompenses.
Membre de plusieurs sociétés savantes , ses écrits nous révèlent un personnage débordant d'énergie et d'enthousiasme comme le révèle cette introduction à son catalogue de 1846 : « Les progrès innombrables de l'horticulture... l'introduction des végétaux les plus remarquables de tous les points du globe, et surtout le goût si universellement répandu des jardins et des fleurs, ont élevé de nos jours cette culture au rang d'une des principales industries ; oui, l'horticulture a bien définitivement conquis un nom parmi les beaux arts, j'oserais même dire que, sous plusieurs rapports, elle s'est constituée au nombre des sciences. Dans l'intime conviction de ce prochain résultat, je n'ai reculé ni ne reculerai devant aucun sacrifice pour porter et maintenir mon Établissement essentiellement progressif et producteur au point où il s'est élevé. »

## L'établissement horticole Adrien Sénéclauze
La succession d'Adrien Sénéclauze conduisit à la vente par licitation de cet établissement avec les collections végétales accumulées par Adrien Sénéclauze  :
- une collection unique de conifères, 300 belles variétés ou espèces de conifères;
- une collection de Conifères d'Orangerie, 120 variétés ou espèces ; _ .
- une collection d'élite de Pivoines en arbre, 215 variétés ;
- une collection d'élite de Pivoines de la Chine, 75 variétés ou espèces ;
- 500 variétés d'Azalées de serre et de pleine terre
- 300 variétés en très-forts pieds de Rhododendron de serre et de pleine terre ;
- 150 à 200 000 pieds d'arbres fruitiers en tous genres, de haute et basse tige, ...

C'est ainsi qu'Elie Séguenot succéda au fondateur de la pépinière. Il fut suivi par Jean Pallandre, Pierre Sibille, Paul Croix en 1956 puis Dominique Croix en 1999.
De l'époque d'Adrien Sénéclauze, il reste entre autres un thuya géant, un ginkgo biloba, des érables japonais et une collection d'azalées visibles dans le jardin remarquable que sont aujourd'hui les pépinières et roseraies Paul Croix.
Un cèdre du Liban, issu du premier semis de cette espèce en 1827 et placé à demeure en 1830, fut longtemps le symbole de la pépinière et la fierté de ses propriétaires. Malgré sa vigueur apparente et les soins dont il était l'objet régulièrement, ce géant de 9,66 mètres de circonférence, 48 mètres de hauteur qui couvrait une superficie de 1400 m2 fut victime d'un champignon xylophage virulent, révélé  à la suite de violentes bourrasques de vent par plusieurs fissures à la base des branches. Son « démontage », en octobre 2011, a suscité une vive émotion dans la région . 180 tonnes de bois ont été évacuées.

## Publications
- Essai sur la taille et l'entretien du mûrier pour les provinces du Centre et du Nord de la France,Adrien Sénéclauze,Bourg-Argental : Chez l'auteur ; Paris : Audot ; Lyon : Chambet, 74 pages, 1840  (OCLC 30822354)
- Manuel du cultivateur de mûriers dans la région moyenne de la France, Adrien Sénéclauze, Poitiers : impr. de F.-A. Saurin, 103 pages, 1843 (OCLC 458790822)
- Prix-courant pour 1846, des graines de plantes potagères, fourragères, à fleurs et autres, que l'on peut se procurer à l’Établissement (catalogue), Léon Lille, Adrien Sénéclauze, Lyon : Impr. de Barret, 4 pages, 1846 (OCLC 718570228)
- Catalogue général et prix-courant des végétaux de pleine terre et de serres, cultivés dans l'établissement et disponibles à la vente, pour l'automne 1846 et le printemps 1847: Établissement horticole de Adrien Sénéclauze, horticulteur-pépiniériste, propriétaire à Bourg-Argental (Loire),Léon Lille, Adrien Sénéclauze, Saint-Étienne : Impr. de Théolier aîné, 34 pages, 1846 (OCLC 718570770)
- Des semis et replants d'arbres forestiers à grandes dimensions, avec description sommaire précédé d'une notice sur les semis et les plantations,Volume 59 de Cultures spéciales d'arbres forestiers,Adrien Sénéclauze, Valence, 48 pages, 1960 (OCLC 83297584)
- Adrien Sénéclauze, Les Conifères: Monographie descriptive et raisonnée classée par ordre alphabétique de la collection complète des Conifères, Paris, Impr. générale de Ch. Lahure, 1867, 201 p. (OCLC 14410915, lire en ligne)